# 奥约纳站
奥约纳站是法国的一个铁路车站，位于法国东部城市奥约纳。

## 位置
奥约纳站位于奥约纳市区的中部，昂德洛－拉克吕斯铁路103.912公里处，距离布雷斯地区布尔格大约49公里。车站大致呈东北-西南走向，开口朝东南。

## 设施
奥约纳站设有人工售票窗口，其开放时间如下：
- 周一至周五：8:30~18:00
- 周六：9:10~12:45和13:45~17:30
- 周日及节假日：12:00~18:00

此外，奥约纳站站内还设有自动售票机等设施。

## 站台设置
| 西北↑ |             |
|       | 侧式        |
| 2道   |             |
| 1道   |             |
|       | 侧式 主站房 |
| 东南↓ |             |

奥约纳市区
- 注：奥约纳站未设地下通道或人行天桥，乘客需横穿铁路正线前往2站台。

## 停靠线路
以下列车线路在奥约纳站停靠：
| 奥约纳站列车线路表        |      |        |          |                 |
| 线路                      | 车种 | 上一站 | 下一站   | 大致运行频率    |
| 圣克洛德→里昂             | TER  | 莫兰日 | 贝利尼亚 | 每天1班（单向） |
| 圣克洛德—布雷斯地区布尔格 | TER  | 莫兰日 | 贝利尼亚 | 每天1~2趟       |
| 1. 2.                     |      |        |          |                 |

## 配套交通

### 长途客车
| 停靠奥约纳站的大巴车 |              | |
| 上下车地点           | 运营单位     | 主要线路及目的地                                                                                        |
| 奥约纳站门口         | 安省城际客运 | - 135线：伊泽尔诺尔、南蒂阿                                                                             |
| 奥约纳站门口         | SNCF Car TER | - 布雷斯地区布尔格、布里永、圣克洛德 - 当铁路线施工或罢工时，SNCF可能也会提供途径该线路沿途站点的大巴车 |
| 1. 2. 3. 4.          |              | |

### 市内交通
| 奥约纳站附近的市内公共交通线路 |              | |
| 公交车站名称                   | 位置         | 停靠线路 |
| Gare SNCF 奥约纳-火车站        | 奥约纳站门口 | - 1路：阿尔邦-市政府 ↔ 贝利尼亚-中心 - 2路：奥约纳-火车站 ↔ 奥约纳-十字架 - 3路：阿尔邦-市政府 / B点 ↔ 奥约纳-热伊 - 4路：奥约纳-火车站 ↔ 奥约纳-榆林 - 5路：奥约纳-火车站 （市区环线） - Z1路：奥约纳-火车站 ↔ 奥约纳-工业园西区 - Z2路：奥约纳-火车站 ↔ 奥约纳-工业园南区 - 部分校车线路 |
| 1. 2. 3.                       |              | |

### 社会车辆
奥约纳站门口设有社会车辆停车场。

## 临近车站
| 奥约纳站（Gare d'Oyonnax）     |                      |                           |
| 上行车站                       | 线路                 | 下行车站                  |
| 莫兰日站                       | 昂德洛－拉克吕斯铁路 | 布里翁-蒙特雷阿拉克吕斯站 |
| - 本表仅显示运营中的线路及车站 |                      |                           |